# Ngabean (Mirit)
Ngabean is een bestuurslaag in het regentschap Kebumen van de provincie Midden-Java, Indonesië. Ngabean telt 3336 inwoners (volkstelling 2010).